# بلیانسکه تاتری
بلیانسکه تاتری (اسلواکی: Belianske Tatry؛ ‏تلفظ اسلواک: [ˈbelɪɐnske ˈtatri]) رشته‌کوهی در شمال اسلواکی است که بخشی از کوه‌های تاترا محسوب می‌شود. بلندترین قله این رشته کوه «هاوران» ۲٬۱۵۱٫۵ متر (۷٬۰۵۹ فوت) ارتفاع دارد. نخستین ساکنان این کوه، چوپان‌هایی در قرن ۱۴ میلادی بودند. به منظور محافظت از حیوانات و گیاهان کمیاب، این قله برای گردشگران قابل دسترسی نیست. خط الراس اصلی ۱۴ کیلومتری، شامل کوه‌هایی است که از سنگ آهک و دولومیت (سنگ) ساخته شده‌اند و کارست متمایزی دارند. کل این منطقه یک ذخیره‌گاه طبیعی ملی به مساحت ۵۴٫۰۸ کیلومتر مربع و بخشی از پارک ملی تاترا است. در این ذخیره‌گاه طبیعی نوع خاصی از بز کوهی اروپایی زندگی می‌کند و گل بومی آن سپیدگوهر است.